# Planpraz
 (août 2017).
Si vous disposez d'ouvrages ou d'articles de référence ou si vous connaissez des sites web de qualité traitant du thème abordé ici, merci de compléter l'article en donnant les références utiles à sa vérifiabilité et en les liant à la section « Notes et références ».
Planpraz est un plateau situé à environ 2 000 m d'altitude sur un replat des aiguilles Rouges qui constituent le versant ouest de la vallée de Chamonix.
Il est relié à Chamonix par l'intermédiaire d'une télécabine. Il s'agissait à l'origine d'un téléphérique, porté par des pylônes en béton, et ouvert dans les années 1920. Il a été reconverti en télécabine en 1979 en conservant les pylônes d'origine.
L'installation a été totalement renouvelée en 2008 : le tronçon Chamonix-Planpraz est rouvert le 20 décembre 2008. Un second tronçon, toujours équipé d'un téléphérique, relie Planpraz au sommet du Brévent et constitue le téléphérique du Brévent.
De nombreuses remontées mécaniques d'hiver sont en outre installées à proximité de Planpraz.
En mai 2012, les anciens pylônes en béton armé du téléphérique d'origine de Planpraz ont été démontés.

## Randonnées au départ de Planpraz
- le Brévent par le col du Brévent ;
- lac Cornu ;
- lacs Noirs ;
- Grand Balcon Sud (sentier panoramique sur la chaîne du Mont Blanc) en direction de la Charlanon et de la Flégère ;